# القلعة (رواية)
القلعة (بالألمانية: Das Schloß) هي رواية من تأليف فرانتس كافكا. يحاول فيها بطل الرواية، المعروف بـ ك، أن يقابل في القلعة السلطة التي تحكم قرية يرغب في أن يعمل بها مساح أراض. توفي كافكا قبل أن ينهي الرواية لكنه اقترح أن تنتهي القصة بموت مساح الأراضي في القرية وتعلمه على فراش موته ان القلعة «مطلبه بالحياة في القرية ليس مقبولا لكن نظرا للظروف الخاصة فإنها ستسمح له بالعيش والعمل فيها».
القلعة تعالج اغتراب الفرد، البيروقراطية وإحباط الإنسان المستمر من جراء محاولاته مقاومة النظام.
نشرت الرواية بعد موت كافكا عام 1926.

## تاريخها

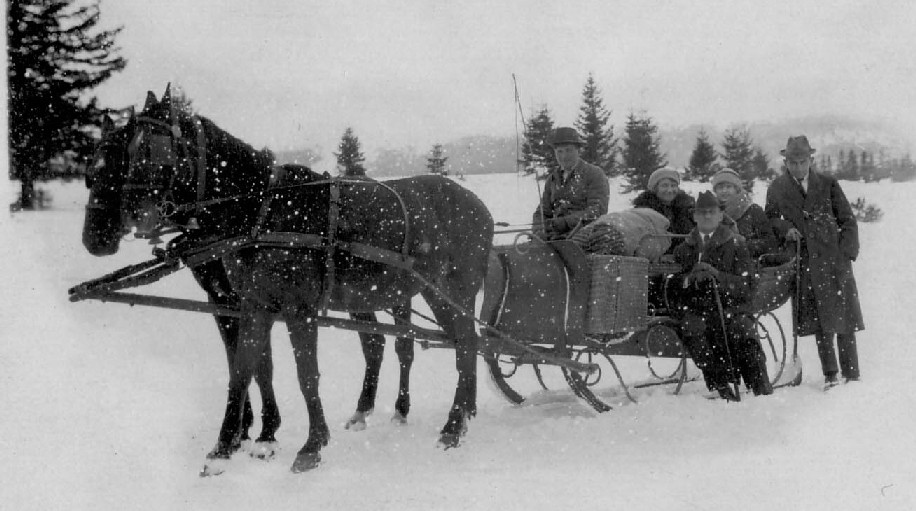
فرانس كافكا (أقصى اليمين) واصلًا إلى منتجع شبيندلرمول الجبلي عام 1922

بدأ كافكا بكتابة الرواية عشية يوم 27 من يناير عام 1922، اليوم الذي وصل فيه إلى منتجع شبيندلرمول الجبلي (في جمهورية التشيك الآن). أُخذت له صورة إبان وصوله يظهر فيها بجانب زلاجة يجرها أحصنة في الثلج في موقع يذكّر بالقلعة. بالتالي، تنبع أهمية الرواية من أن أول عدة فصول من المخطوط اليدوي كتبت بصيغة الراوي المتكلم وفي مرحلة لاحقة ما غير كافكا الصيغة إلى الراوي الغائب، المسمى «كيه».

### ماكس برود
توفي كافكا قبل إتمامه الرواية، ويُشك في عزمه على إنهائها في حال نجاته من السلّ الذي أصابه. أخبر صديقه ماكس برود في نقطة ما أن ختام الرواية سيكون باستمرار كيه، بطل الرواية بالإقامة في القرية حتى وفاته؛ ستُنبئه القلعة وهو على فراش موته أن «طلبه القانوني للعيش في القرية غير مقبول، لكن بأخذ بعض الظروف الإضافية المعينة في الحسبان، أُذن له بالعيش والعمل فيها.» مع ذلك، كتب في رسالة إلى برود في يوم 11 سبتمبر من عام 1922، أنه تخلى عن الكتاب ولن يرجع إليه مجددًا. وكان الكتاب وقتها ينتهي في منتصف جملة.
رغم أن كافكا كلف برود بتدمير كل أعماله غير المنشورة بعد وفاته، أقدم الأخير على نشر العديد منها بدلًا عن ذلك. نُشرت داس شلوس (القلعة) في الأصل باللغة الألمانية عام 1926 عن طريق الناشرة جويلا غودمان في ميونيخ. باع الإصدار أقل من النسخ المطبوعة البالغ عددها 1500 بكثير. أعيد نشرها عام 1935 على يد شوكن فيلاغ في برلين، ثم في عام 1946 عبر كتب شوكن في نيويورك.
حرر برود العمل بتصرف كبير بغية تجهيزه للنشر. كان هدفه كسب قبول للعمل وللكاتب، لا الحفاظ على بنية كتابة كافكا. الأمر الذي عبث كثيرًا بمستقبل الترجمات وبقي محور النقاش حول النص. تبرع برود بالمخطوط لجامعة أكسفورد.
حمّل برود أهمية دينية شديدة لرمزية القلعة. هذا واحد من تفسيرات العمل المحتملة بناءً على الكثير من المراجع اليهودية-المسيحية كما لاحظ العديد ومن بينهم آرنولد هايدسايك.

### مالكولم بازلي
أدرك الناشر أن الترجمات كانت «سيئة» وأراد في عام 1940 «اتباع نهج مختلف كليًا». تمكن مالكولم بازلي في عام 1961 من الوصول إلى كافة أعمال كافكا باستثناء المحاكمة، وأودعها في مكتبة بودلي في جامعة أكسفورد. بدأ بازلي برفقة فريق من الباحثين (غيرهارد نيومان، وجوست شيليميت، ويورغين بورن) بنشر الأعمال في عام 1982 عبر دار نشر إس. فيشر فيرلاغ. نُشرت القلعة في ذلك العامة في مجلدين، الرواية في المجلد الأول، والثاني يحوي على البقايا والأجزاء المحذوفة وملاحظات المحرر. استعاد هذا الفريق النص الألماني الأصلي إلى حالته الكاملة وغير المكتملة، بما في ذلك علامات ترقيم كافكا الفريدة، التي اعتبرت بالغة الأهمية في أسلوبه.

### سترومفيلد/ روتر ستيرن
لا تزال تفسيرات نية كافكا بالنسبة للمخطوط مستمرة. في أحد المرات حاولت دار نشر سترومفيلد/ روتر ستيرن فيلاغ الحصول على حقوق لنشر إصدار دقيق يحتوي على المخطوط والنسخة جنبًا إلى جنب. لكنهم قوبلوا برفض ورثة كافكا وبازلي.

## وصلات خارجية
- القلعة على موقع الموسوعة البريطانية (الإنجليزية)